# Solaris Urbino 15 LE
Solaris Urbino 15 LE je model příměstského, částečně nízkopodlažního autobusu, který v letech 2008–2018 vyráběla polská firma Solaris Bus & Coach.
První informace (včetně fotografií prototypu) o modelu Urbino 15 LE byly poprvé představeny na veletrhu Autotec 2008 v Brně. Oficiální premiéra proběhla na podzim roku 2008 na motoristických výstavách IAA Nutzfahrzeuge v německém Hannoveru a Transexpo v polských Kielcích. Vůz konstrukčně vycházel z vozidel Solaris Urbino 15, které byly jedny z mála vyráběných autobusů této délky (15 m) na světě.
Tyto autobusy byly hojně využívány v letech 2015 až 2021 pro meziměstskou dopravu v okolí Teplic. 2 vozy v CNG provedení zasahují do provozu i v Ústí nad Labem.
Dne 20. října 2020 byl představen elektrobus Solaris Urbino 15 LE electric.